# Dekkersduin

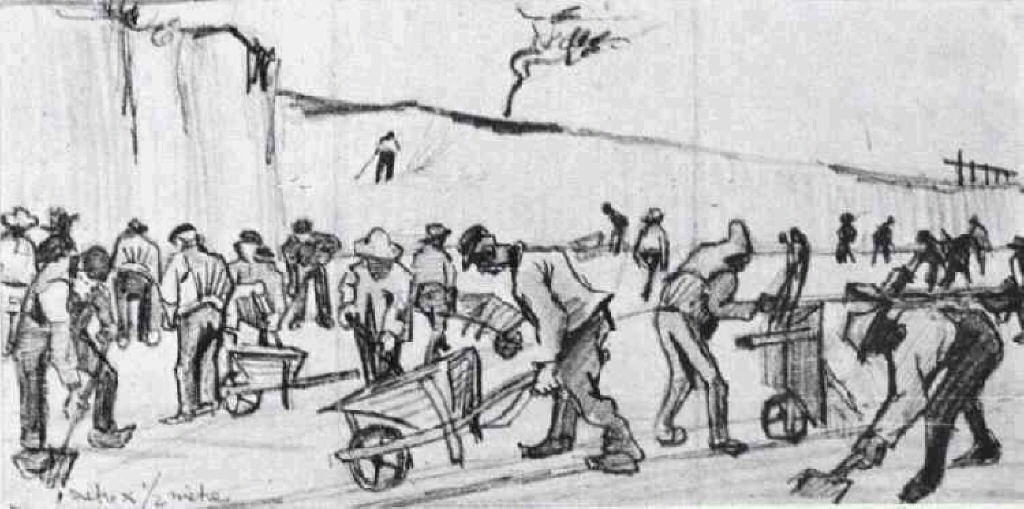
Duinmannetjes graven het Dekkersduin af
door Van Gogh

Dekkersduin of Oostblok was een duin in Den Haag. Het duingebied bevond zich in de 19e eeuw op de locatie waar nu de wijk Duinoord is gelegen, iets ten westen van waar nu het Vredespaleis staat.
Verschillende schilders hebben op het duin gestaan om schilderijen van de vergezichten (richting stad, kust of Westland) te maken, zoals Jacob Maris en Jan Hendrik Weissenbruch.
Het schilderij Dekkersduin, van Weissenbruch, toont de omgeving vanaf deze duin.